# Otto Auerswald
Otto Auerswald (* 8. November 1900 in Lauter/Sa.; † 20. Februar 1962 in Ost-Berlin) war ein Widerstandskämpfer gegen den Nationalsozialismus und in der DDR Chefinspekteur und Generalmajor der Volkspolizei (VP).

## Leben

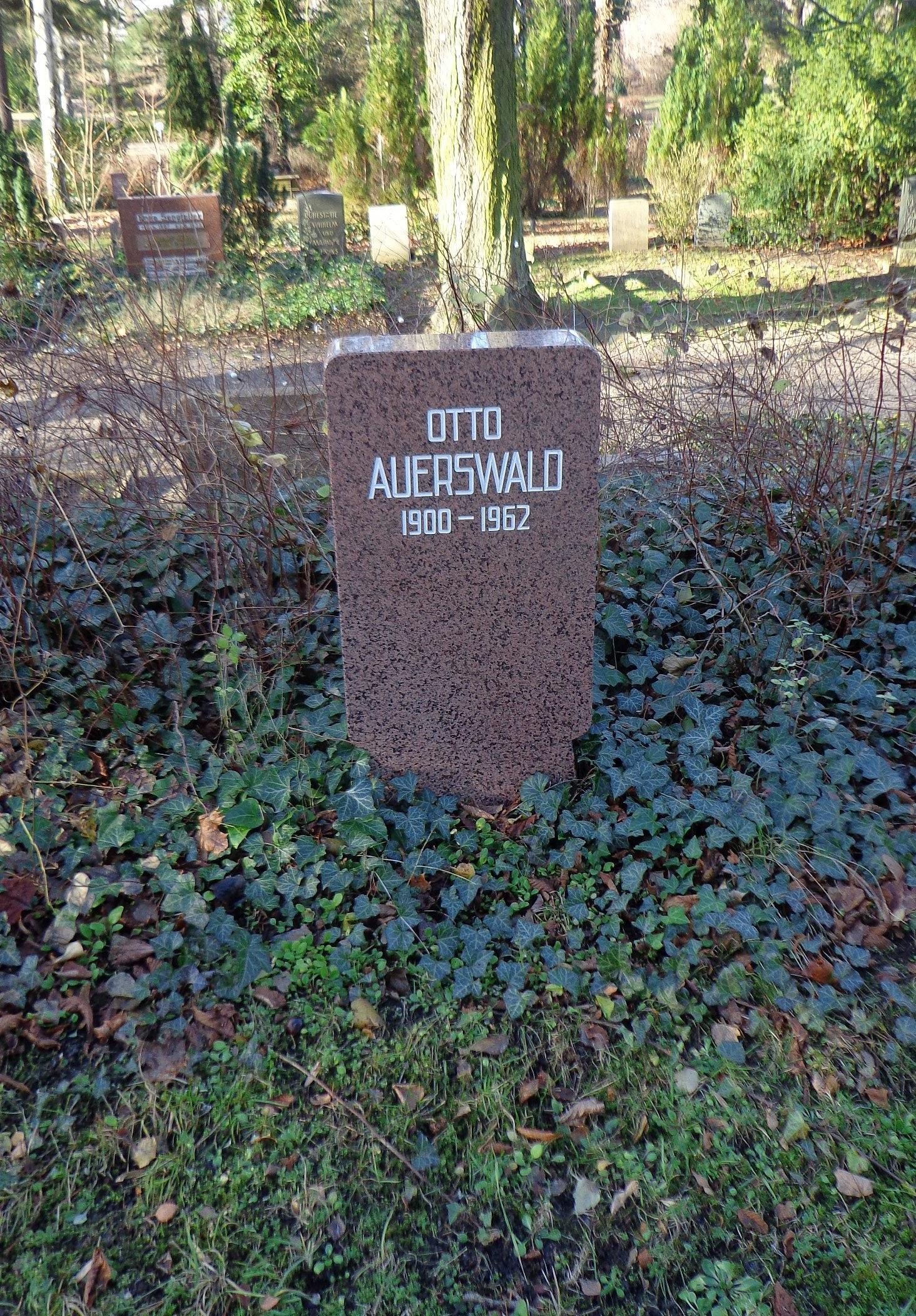
Grabstätte

Otto Auerswald wurde im Erzgebirge als Sohn eines Heimarbeiters geboren. Er besuchte die Volksschule und nahm dann eine Lehre zum Schlosser auf. Anschließend arbeitete er zunächst als Fabrikarbeiter, ehe er 1918 zum Militärdienst eingezogen wurde. 1920 trat er der KPD bei. Auerswald war 1920 am Widerstand gegen den Kapp-Putsch beteiligt und wurde in diesem Zusammenhang zu drei Monaten Haft verurteilt, welche jedoch amnestiert wurde. 1921 war er Teilnehmer am Mitteldeutschen Aufstand. Danach war er als Heimarbeiter, Korbmacher, Bauarbeiter und Tagelöhner tätig. 1924 wurde er politischer und Abwehr-Leiter des KPD-Unterbezirks Aue-Schwarzenberg. 1931 zettelte er auf einer Versammlung der NSDAP im Sportheim des Zentralvereins für Arbeitersport eine Schlägerei mit dem anwesenden „Sturm Schwarzenberg“ sowie 20 SS Offizieren an. 1933 wurde er wegen der Beschaffung von Sprengstoffen erneut inhaftiert und unter Einbeziehung des früheren Hochverrats vom Sondergericht Freiberg zu fünf Jahren Zuchthaus verurteilt, die er im Zuchthaus Waldheim verbüßte. 1941 wurde er wegen Begünstigung von Kriegsgefangenen zu sechs Monaten Haft mit anschließender Schutzhaft (bis Anfang 1942) verurteilt. 1944 wurde er in das KZ Sachsenhausen deportiert und 1945 nach einem mehrtägigen Todesmarsch bei Ludwigslust von amerikanischen Alliierten befreit.
Nach dem Ende des Zweiten Weltkrieges war er ab Juni 1945 beim Aufbau der Polizei in Schwarzenberg/Erzgeb. beteiligt und wurde wenig später an das Landeskriminalamt nach Dresden beordert. Ab Ende 1945 war er Instrukteur der KPD-Bezirksleitung. 1946 wurde Auerswald Sekretär der SED-Kreisleitung in Zwickau und im folgenden Jahr Polizeipräsident in Zwickau im Rang eines VP-Inspekteurs. Von 1950 bis 1956 war er Leiter der Hauptabteilung Transportpolizei im Ministerium des Innern, ab 1954 als Chefinspekteur der VP, zuletzt als Generalmajor. Diese gehörte organisatorisch abwechselnd zum Ministerium für Staatssicherheit bzw. zum Ministerium des Innern der DDR. Mit 57 Jahren trat er 1957 in den Ruhestand, lebte zuletzt als Generalmajor a. D. in Berlin. Seine Urne wurde in der Grabanlage Pergolenweg des Berliner Zentralfriedhofs Friedrichsfelde beigesetzt.

## Auszeichnungen und Ehrungen
Vaterländischer Verdienstorden in Silber (1960)
Von 1982 bis 1990 trug die Kampfgruppeneinheit des Bahnbetriebswerks Aue den Ehrennamen Otto Auerswald. Ferner trugen das Fußballstadion und eine Tanzgaststätte in Lauter seinen Namen. Ihm zu Ehren gab es zwei Jahrzehnte lang den Otto-Auerswald-Gedenklauf in der Erzgebirgsstadt Lauter.